# Boyd Devereaux
Boyd Fletcher Devereaux (Seaforth, 16 aprile 1978) è un ex hockeista su ghiaccio canadese che giocava nel ruolo di centro. Ha giocato nella National Hockey League con la maglie dei Edmonton Oilers, dei Detroit Red Wings, dei Phoenix Coyotes e dei Toronto Maple Leafs.

## Carriera

### Club
Devereaux trascorse la sua carriera giovanile con i Kitchener Rangers, squadra della Ontario Hockey League. Dopo aver raggiunto buoni risultati realizzativi, con 163 punti in due stagioni, fu scelto in sesta posizione assoluta dagli Edmonton Oilers in occasione dell'NHL Entry Draft 1996.
Dopo l'esperienza nell'organizzazione degli Oilers, durata tre stagioni, nell'estate del 2000 Devereaux firmò con i Detroit Red Wings, conquistando con loro la Stanley Cup nella stagione 2001-2002. Nel 2004 firmò invece un accordo con i Phoenix Coyotes, saltando però un'intera stagione a causa del lockout.
Nell'ottobre del 2006, dopo essere stato tagliato dal camp di allenamento dei Red Wings, Devereaux fu ingaggiato dai Toronto Maple Leafs. Quell'anno esordì in American Hockey League con i Toronto Marlies, tuttavia in poco tempo ritornò titolare in NHL. Nelle stagioni successive alternò presenze in NHL ad altre in AHL finendo più volte sulla lista dei giocatori cedibili, tuttavia nell'ultimo incontro della stagione 2008-2009, giocato contro i rivali degli Ottawa Senators, Devereaux fu autore della seconda tripletta in carriera.
Nell'autunno del 2009, dopo un periodo di prova, Devereaux fu ingaggiato in Svizzera dall'Hockey Club Lugano, squadra della Lega Nazionale A. Nello stesso anno fu chiamato dal Team Canada per prendere parte alla Coppa Spengler. Il 28 dicembre 2009 durante l'incontro contro l'HC Davos Boyd fu colpito alle spalle dal difensore Beat Forster mentre aveva la testa abbassata. Dopo essere stato portato in ospedale gli fu riscontrata la rottura di un osso laterale di una vertebra cervicale. Dopo l'infortunio non riprese più l'attività agonistica.

### Nazionale
Devereaux prese parte al mondiale U20 del 1997 conclusosi con la conquista da parte del Canada della medaglia d'oro. Segnò quattro reti, due di esse decisive per la vittoria finale: la prima in semifinale contro la Russia e la seconda in finale contro gli Stati Uniti.

## Palmarès

### Club
- Stanley Cup: 1

Detroit 2001-2002

### Nazionale
- Campionato mondiale di hockey su ghiaccio Under-20: 1

Svizzera 1997

### Individuale
- OHL Bobby Smith Trophy: 1

1995-1996
- CHL Scholastic Player of the Year: 1

1995-1996